# Мабуть, боги з'їхали з глузду
«Мабуть, боги з'їхали з глузду» (англ. The Gods Must Be Crazy) — кінокомедія південноафриканського режисера і сценариста Джеймі Юйса, яка вийшла на кіноекрани в 1980 року і є першою в серії фільмів «Мабуть боги з'їхали з глузду».
Дія фільму відбувається в Ботсвані 1980-го року. В ньому викладено історію племені бушменів, яке проживає у пустелі Калахарі у своєму ізольованому від всього світу середовищі та одного разу стикається із впливом цивілізації.

## Сюжет
Пролітаючи над Калахарі, якийсь чоловік викидає з літака скляну пляшку. Бушмен Хі знаходить її та вважає подарунком від богів. Плем'я спочатку знаходить різні корисні застосування цій невідомій речі: пляшкою можна товкти зерно, вирівнювати шкури, грати на ній чи штампувати візерунки. Проте скоро виявляється, що багато хто хоче користуватися пляшкою, а вона лише одна. Бушмени б'ються за неї, після чого вирішують повернути богам цю «лиху річ». Коли закинути її на небо чи надовго закопати не вдається, Хі вирушає в подорож на пошуки краю світу, щоб скинути пляшку звідти.
Тим часом у столиці місцевої країни повстанці-терористи нападають на уряд. Їхній ватажок Сем Боха невдоволений операцією: президента вбити не вдалося, а чотирьох повстанців втрачено. Їхній захоплений спільник видає розташування своєї бази, що змушує злочинців тікати. Паралельно в глухе африканське село приїжджає нова шкільна вчителька Кейт Томпсон. Через саванну її супроводжує незграбний зоолог Ендрю Стейн. Дорогою Ендрю намагається показати жінці як слід поводити себе в дикій природі, але та сприймає це за недоречні залицяння. Наприкінці шляху вони зустрічають Хі. Не бачивши раніше білошкірих людей, Хі вирішує, що вони боги і намагається віддати їм «лиху річ». Ті не розуміють чого він хоче і прямують далі. Кейт підбирає місцевий водій екскурсійного автобуса, а Ендрю їде зі своїм другом Мпуді. Невдовзі Стейн намагається віддати забуті Томпсон черевики, але через свою незграбність тільки осоромлюється. Зголоднівши, Хі вбиває козу з сільського стада, за що його кидають до в'язниці. Ендрю з Мпуді дізнаються про це та визволяють його, оскільки розуміють, що Хі не усвідомлює чому погано забирати чуже. Бушмена влаштовують в заміну на в'язницю на «громадські роботи» слідопитом.
Переслідувані армією, терористи потрапляють в те ж село, де викладає Кейт. Вони захоплюють дітей з класу Кейт і її саму як заручників. Прикриваючись дітьми, як живим щитом, заколотники намагаються сховатися.
Ендрю, Мпуді і Хі, вивчаючи диких тварин в савані, помічають бандитів із заручниками. Ендрю придумує як зупинити лиходіїв — Хі може приспати їх своїми отруєними стрілами. Той майструє мініатюрний лук і присипляє терористів. Ендрю шле через нього записку Кейт з наказом тікати. Поліція встигає приїхати й арештувати злочинців.
Хі вирушає далі шукати край світу. Ендрю розповідає Мпуді, що хоче сказати Кейт як вона йому подобається і той підвозить друга до школи. Вчителька вислуховує його пояснення, в ході якого Стейн знову стає незграбним. Це смішить Томпсон і обоє налаштовують дружні стосунки. Хі опиняється на краю плоскогір'я, що здається йому шуканим краєм світу. Викинувши пляшку вниз, він повертається до свого племені.

## Нагороди
В 1984 році картина номінована на національну кінопремію Франції — «Сезар», в номінації «Найкращий іноземний фільм».

## В головних ролях
- Н!ксау — Xi (Хіко) — бушмен
- Маріус Вейєрс — Ендрю Стейн (вчений-біолог)
- Сандра Прінслу — Кейт Томпсон (вчителька)
- Лоув Вервей — Сем Боха (лідер повстанців-терористів)
- Мішель Тис — Мпуді (помічник Ендрю Стейна)
- Джеймі Юйс — преподобний отець
- Кен Ґампу — президент
- Падді О'Бирне — оповідач (голос за кадром)

## Закадрове озвучення
- Російське багатоголосе закадрове озвучення телекомпанії «Новий канал». Ролі озвучували: Анатолій Пашнін, Володимир Терещук та Олена Бліннікова.
- Українське двоголосе закадрове озвучення студії «1+1». Ролі озвучували: Микола Козій та Валентина Гришокіна.
- Українське двоголосе закадрове озвучення телекомпанії «Новий канал». Ролі озвучували: Олесь Гімбаржевський та Юлія Перенчук.